# Великая битва слона с китом
«Великая битва слона с китом» — рисованный мультфильм 1992 года.

## Сюжет
Мультфильм о двух великанах Слоне и Ките. Это аллегорическая история для детей и взрослых о сражении двух гигантов суши и моря — Слона и Кита, которые приходят к осознанию вечной истины: воинственная нетерпимость друг к другу разрушительна, бесчеловечна, абсурдна и сделали маленькое перемирие и разошлись. 

В мультфильме не произносится ни одного слова, звучит лишь музыка.

## Съёмочная группа
| Автор сценария                      | Александр Тимофеевский                                                                 |
| Кинорежиссёр и художник-постановщик | Эльвира Авакян                                                                         |
| Композитор                          | Шандор Каллош                                                                          |
| Кинооператор                        | Михаил Друян                                                                           |
| Звукооператор                       | Борис Фильчиков                                                                        |
| Художники-мультипликаторы           | Анатолий Абаренов, Галина Зеброва, Елена Малашенкова, Эльвира Маслова                  |
| Художники                           | Татьяна Строева, И. Синкевич, А. Кудряшов, Н. Белова, О. Пильгуль, А. Нежная, А. Агеев |
| Ассистент кинорежиссёра             | Татьяна Герасименко                                                                    |
| Монтажница                          | О. Долгова                                                                             |
| Редактор                            | Наталья Абрамова                                                                       |
| Директор съёмочной группы           | Лилиана Монахова                                                                       |

- Съёмочная группа приведена по титрам мультфильма.

## Издания на DVD
В 2005 году вышел мультипликационный сборник «Про мамонтёнка» на DVD. Дистрибьютор: Крупный план. В сборник входили:
«Про мамонтёнка» (1983), «Слонёнок» (1967), «Слонёнок и письмо» (1983), «Слонёнок пошёл учиться» (1984), «Слонёнок заболел» (1985), «Слонёнок-турист» (1992), «Великая битва слона с китом» (1992), «Храбрец-удалец» (1976), «В гостях у лета» (1972).